# Mamam Cherif Touré
Mamam Cherif Touré (Mango, 13 gennaio 1981) è un ex calciatore togolese, di ruolo centrocampista.
Giocava nel ruolo di mediano, potendo essere schierato anche da esterno sinistro. Con la sua Nazionale ha partecipato ai Mondiali di Germania 2006 e a 3 edizioni della Coppa d'Africa (1998, 2000 e 2006).
Suo fratello Assimiou è anch'egli calciatore, e milita con lui in nazionale.